# مطار سيسيميوت
مطار سيسيميوت (بالجرينلاندية: Mittarfik Sisimiut)(إياتا: JHS، إيكاو: BGSS) هو مطار مدني يقع على بعد 4.1 كيلومتر شمال غرب سيسيميوت في جرينلاند.

## شركات الطيران والوجهات
| شركـات طيـران  | الوجهات                                                               |
| -------------- | --------------------------------------------------------------------- |
| طيران جرينلاند | مطار آسيات، مطار إيلوليسات، مطار كانجرلوسواك، مطار مانيتسوك، مطار نوك |